# Euralair
"Un ciel à part"

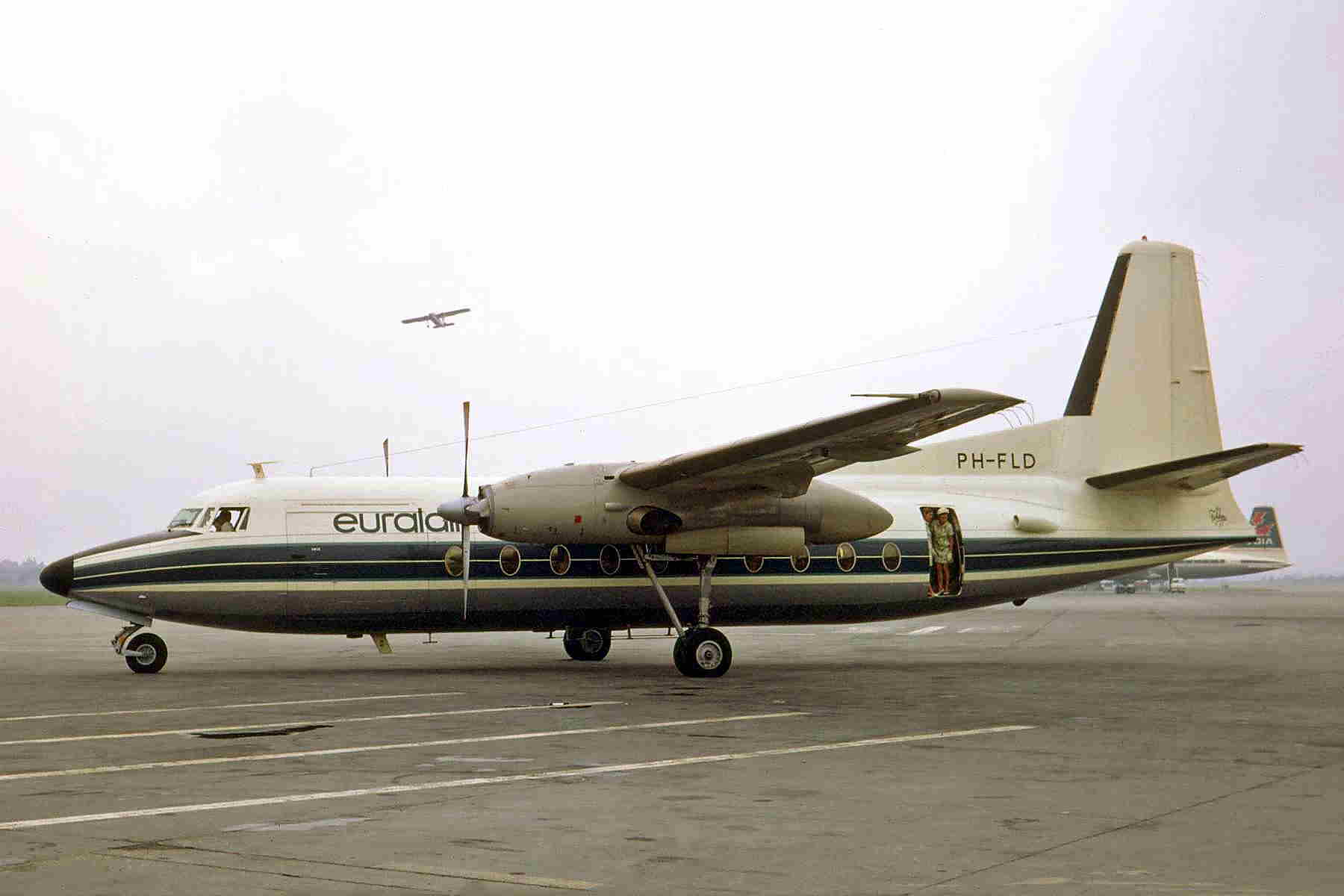
Fokker F-27 d'Euralair

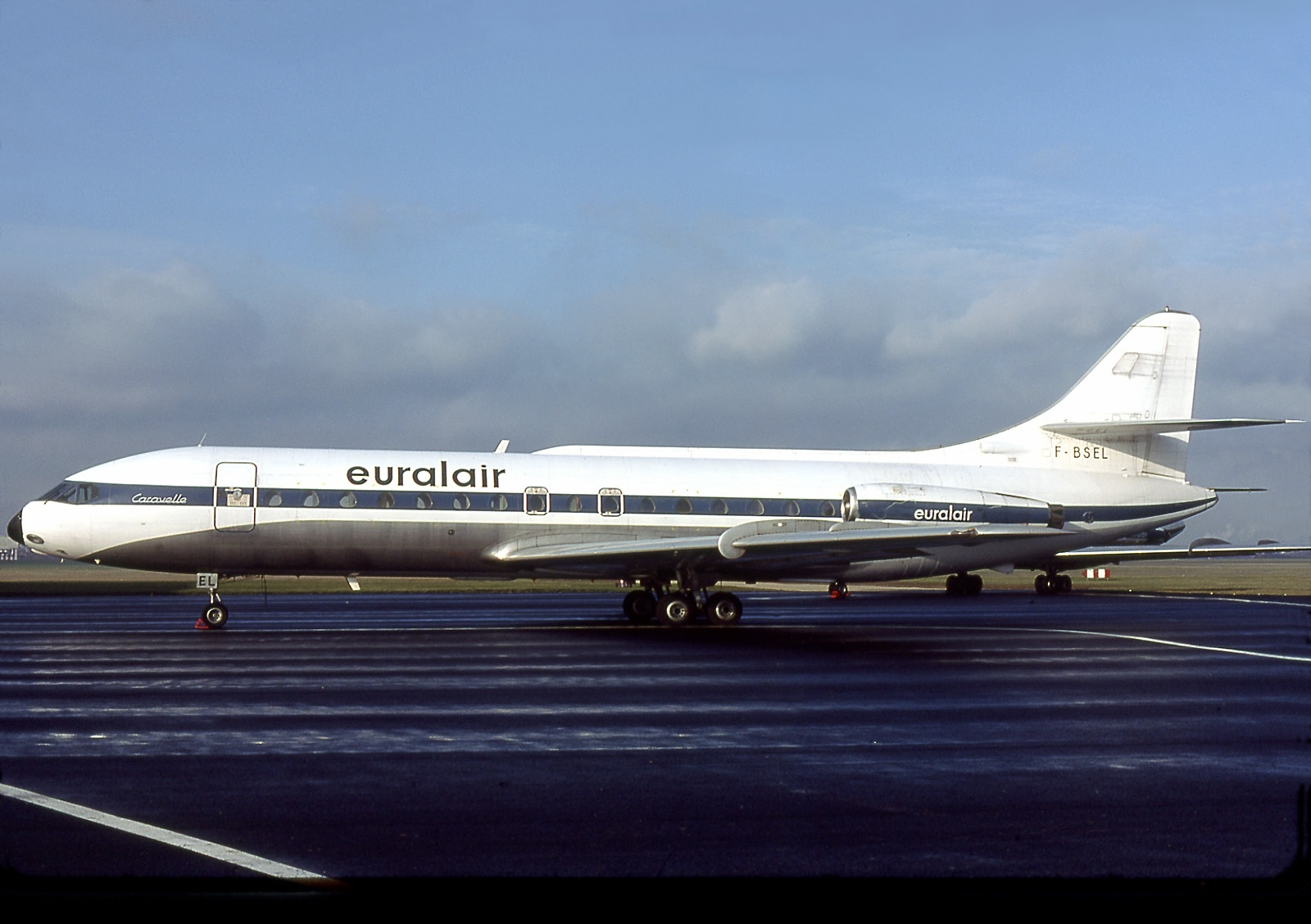
Caravelle VI F-BSEL d'Euralair International au Bourget (1980)

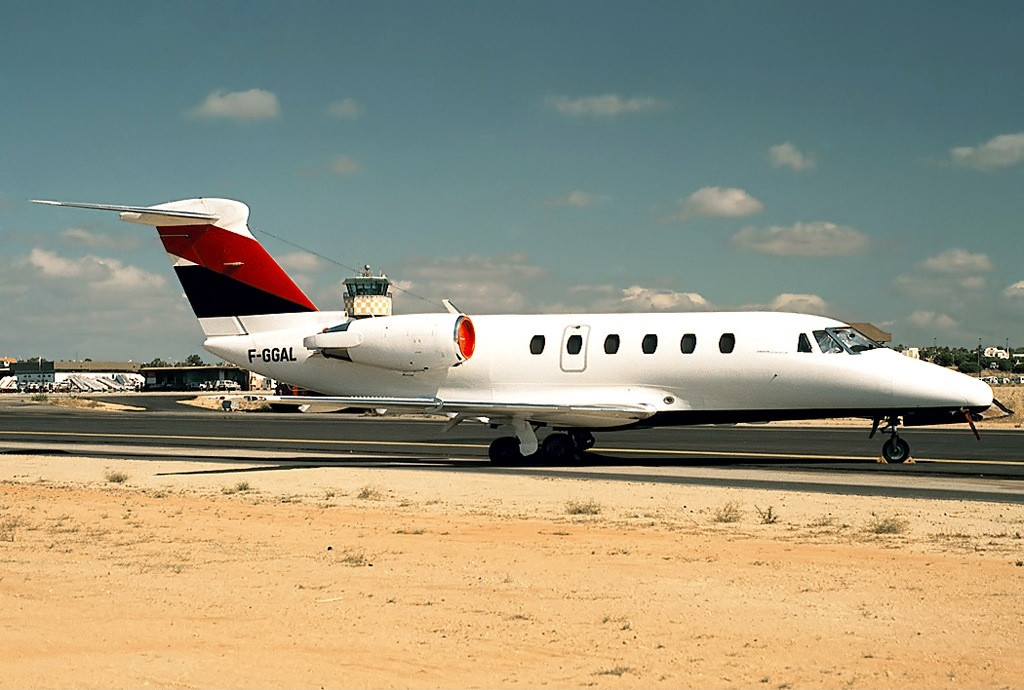
Cessna Citation II F-GGAL d'Euralair International (1990)

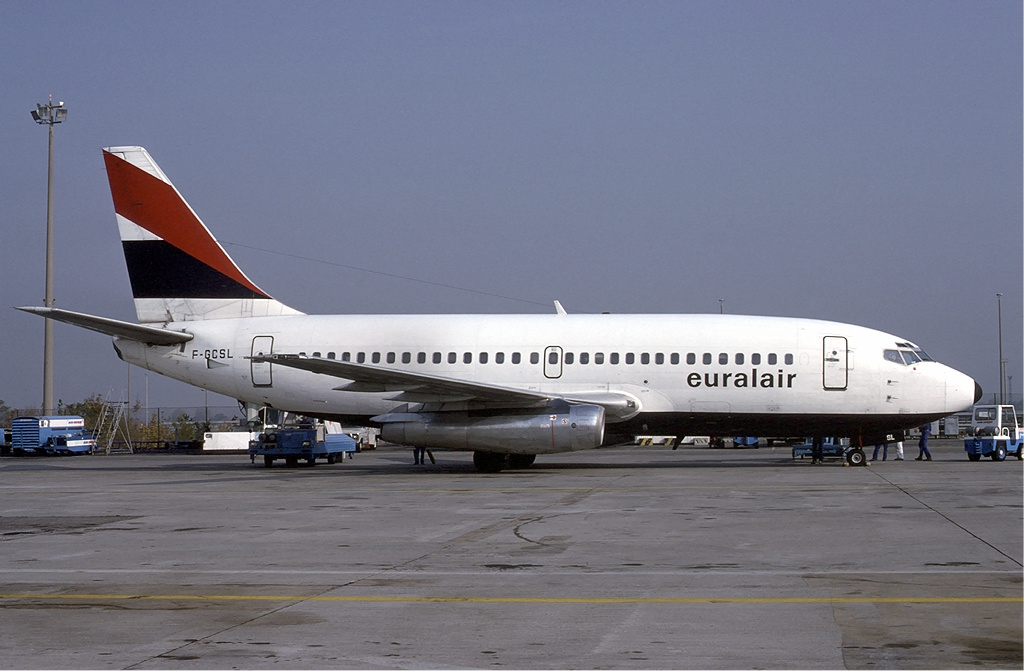
Boeing 737-200 F-GCSL d'Euralair (1985)

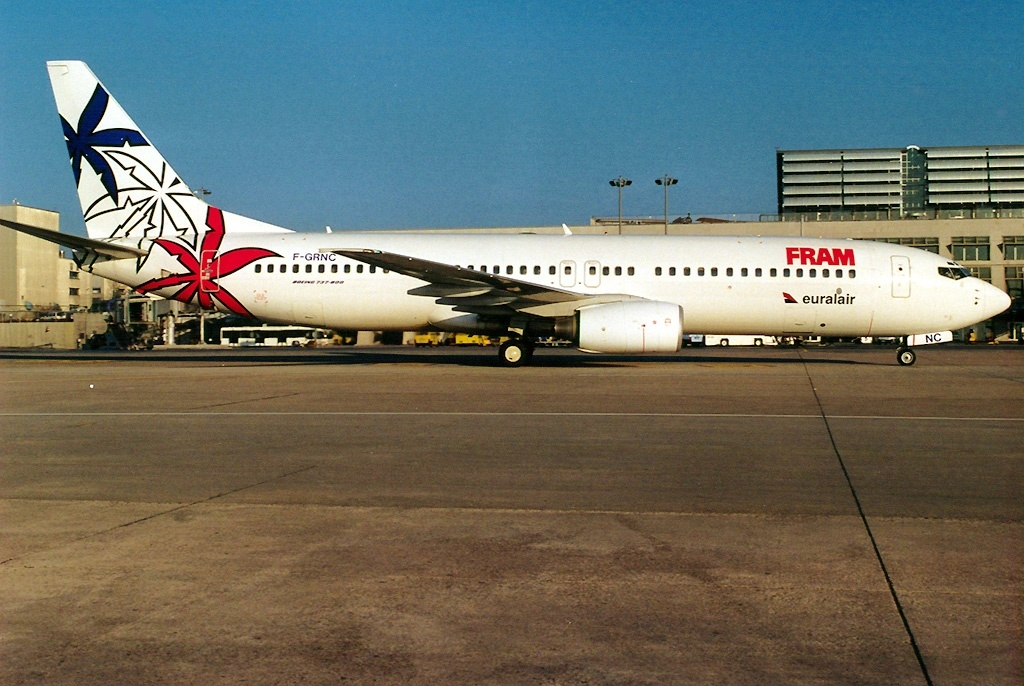
Boeing 737 F-GRNC d'Euralair aux couleurs de la FRAM à Stuttgart (2001)

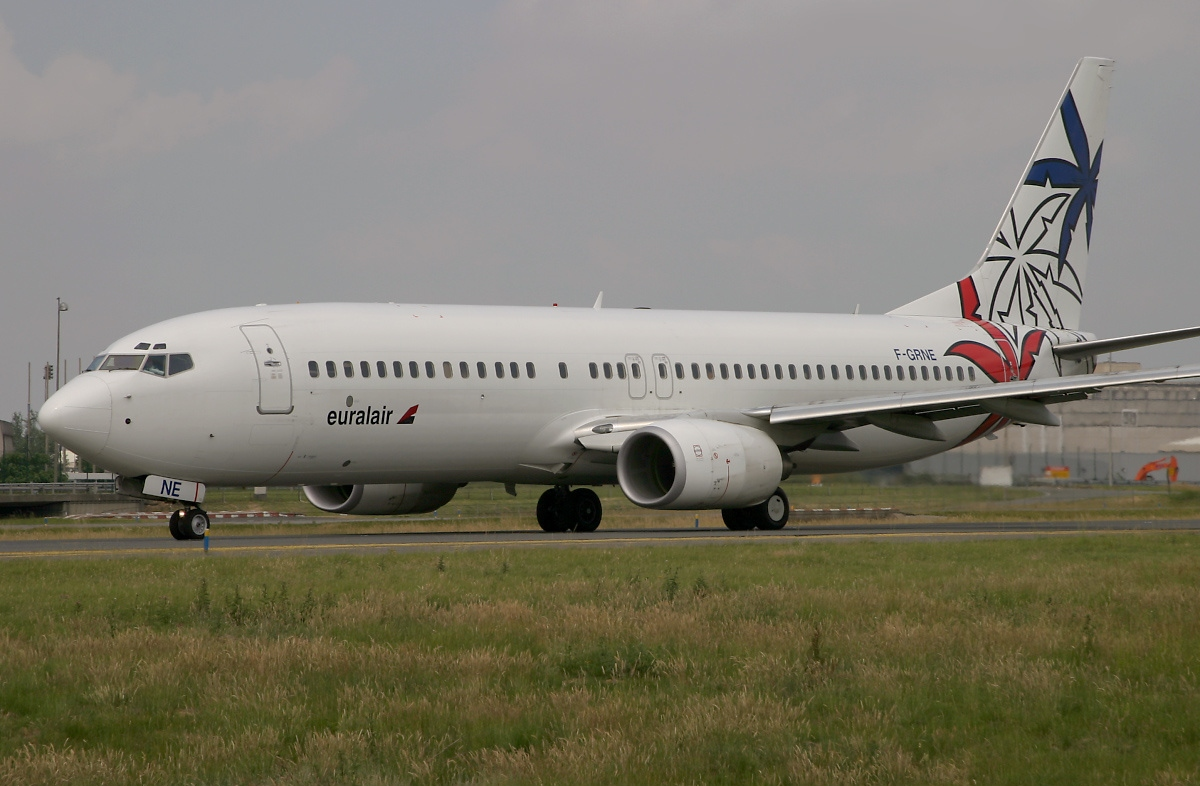
Boeing 737 F-GRNE d'Euralair aux couleurs de la FRAM à Roissy (2003)

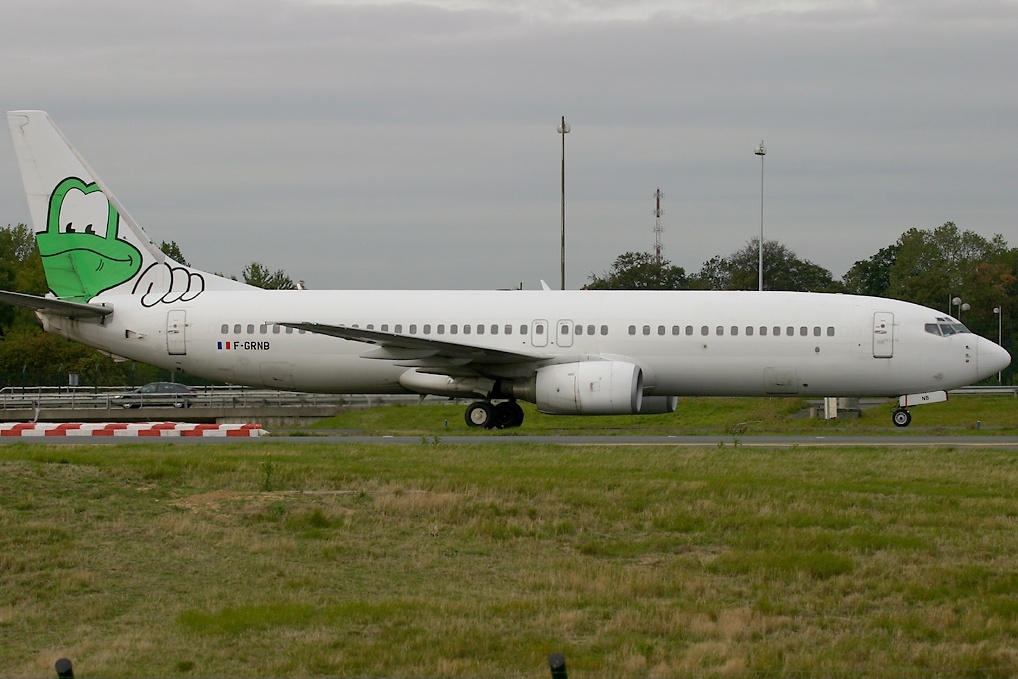
Boeing 737 F-GNRB d'Air Horizons (ex-Euralair) aux couleurs de GO Voyages à Roissy (2004)

Euralair (code OACI : ERL ; code AITA : RN ; callsign : Euralair) était une compagnie aérienne française dont le siège social était situé au Bourget. Les opérations de la compagnie sont successivement intervenues au départ du Bourget, puis d'Orly et enfin de Roissy. Elle a effectué essentiellement des vols nolisés pour le compte d'Air Charter, puis de FRAM et de Go voyages mais a également exploité pendant un certain temps des lignes régulières Paris/Madrid, Paris/Quimper et Paris/Toulouse.

## Histoire
- 1964 : Création de la compagnie, son président est Alexandre Couvelaire[1],[2] (fils de Roger Couvelaire et petit-fils d'Alexandre Couvelaire ) Elle propose alors un service de vols taxi pour homme d'affaires d'un genre particulier dans l'exploitation d'avions d'affaires en coopérative.
- 1966 : Euralair reçoit son agrément de transport public et devient compagnie charter vers les destinations vacances affrétée par divers organismes dont en 1967 la Caisse nationale des retraités du bâtiment et travaux publics ainsi que le Club Méditerranée à partir de 1969[3]. Elle opère ses premiers vols le 11 novembre 1968 avec un premier Fokker F-27 (F-BRHL), puis à partir du 15 octobre 1969 avec un second Fokker F–27 (F-BRQL).
- 1971 : Afin de développer ses opérations charter, Euralair acquiert une première Caravelle VIR (F-BSEL) auprès d’Austrian Airlines, puis une seconde, en 1973.
- 1980 : Euralair renouvelle sa flotte et acquiert trois B-737-200 (F-GCJL, F-GCLL, F-GCSL) auprès d'United Airlines.
- 1988 : Euralair reçoit deux autres B-737-200 (F-GJDL et F-GFYL) auparavant exploités par PANAM.
- 1990 : Euralair reçoit ses premiers B-737-500 (F-GGML et F-GHOL), puis deux autres (F-GHUL en 1991 et F-GNIL en 1992). Ces appareils sont essentiellement exploités sous les couleurs d’AOM et d’Air France.
- 1991 : La compagnie dispose de droits de trafic régulier vers Madrid, Berlin et Turin[4].
- Février 1992 : Euralair ouvre une ligne régulière Paris - Madrid.
- Novembre 1992 : Euralair par le biais de sa holding "Compagnie Française d'Investissement Aéronautique" (CFIA), rachète les parts de KLM[5] et prend le contrôle de la compagnie régionale Air Littoral[6].
- Le 24 avril 1994 : à la suite d'une décision de la Commission de Bruxelles, Euralair peut accéder comme d'autres compagnies (Air Liberté, AOM, TAT) à la plateforme d'Orly et pas seulement Roissy pour exploiter des lignes régulières en métropole, Orly étant le monopole d'Air Inter depuis le 30 octobre 1990 pour les lignes intérieures[3].
- 1995 : La compagnie tente d'installer une liaison avec Paris-Roissy Charles de Gaulle au départ de l'aéroport de Quimper par Boeing 737, deux fois par jour, mais elle est supprimée quelques mois plus tard (elle accueillait 22 passagers en moyenne par vol le 1er mois d'exploitation)[7]. Cette même année, la compagnie transporte plus de 475 000 passagers (11 premiers mois de 95), exploite deux lignes régulières (Toulouse et Quimper pour Paris), avec 16 avions et 354 personnels dont 103 personnels navigants[8]. Elle loue 2 Boeing 737 à Air Liberté pour cela[3].
- 20 mars 1995 : Euralair est obligé de faire atterrir son premier vol régulier en provenance de Toulouse à Roissy et non Orly[9].
- 1995: Alexandre Couvelaire devient Président de la compagnie AOM[3].
- 1er janvier 1996: l'activité vols réguliers est transféré à Air Liberté.
- Septembre 1996: Alexandre Couvelaire (plus de 30 % du capital) et Michel Seydoux (40 % du capital)[4] cèdent leurs parts à Antoine de Bizemont, le nouvelle actionnaire par le biais de la Société d'Etudes de Recherche et de Vente à l'Intérieur de la Communauté Européenne (S.E.R.V.I.C.E.). Ce dernier recentre l'activité d'Euralair-International sur l'affrètement à Air France et des voyagistes dont la FRAM[3]. Deux Boeing 737 sont même peints aux couleurs "Bleu-Blanc-Rouge" de la FRAM (logo sur la queue).
- En 1997, la société "Euralair Airport Service" est créée, l'activité d'Euralair-International se centrant  sur l'activité d'assistance au sol des avions d'affaires sur l'aéroport du Bourget et le transport aérien de passagers, fret et maintenance des aéronefs.
- De 1999 à 2001 : Le trafic quintuple en 3 ans mais les résultats financier ne suivent pas. La Royal Air Maroc (35%), le voyagiste Go Voyages (15%) et la FRAM (20%)[10] entrent au capital de la compagnie qui est rebaptisée Euralair-Horizons[3].
- 2003 : Euralair se déclare en cessation de paiements en novembre et est racheté à la dernière minute par le groupe Britannique "Angel Gate Aviation"[11],[12]. La compagnie charter espagnole Futura International avait tenté une reprise d'Euralair dans le courant de l'été mais elle n'avait pas abouti[13].
- 2004 : En février, Euralair reprend ses opérations sous le nom d'Air Horizons[14] avec 5 Boeing 737-800 (F-GNRA, F-GRNB, F-GRNC, F-GRND et F-GRNE).
- Décembre 2005 : Air Horizons cesse définitivement ses activités.

## Enquêtes judiciaires
Euralair et ses dirigeants Alexandre Couvelaire et Antoine de Bizemont sont soupçonnés d'abus de biens sociaux et banqueroute frauduleuse à la suite de la dénonciation d'irrégularités présumées dans la gestion de l'entreprise Euralair, concernant des soupçons de vols non facturés au profit d'hommes politiques notamment les époux Chirac, Jacques Chirac notamment lors de deux vols charters en Boeing 737 effectués par le candidat avec des journalistes au moment de la campagne présidentielle de 1995, qui n'auraient laissé aucune trace dans les comptes de la compagnie et lors de sa campagne présidentielle de 2002 ainsi que plusieurs vols pour Bernadette Chirac, conseillère générale de Corrèzeet conseillère municipale de Sarran.
Ernest-Antoine Seillière, Président du Medef et administrateur de la compagnie aérienne jusqu’en 1996, aurait également utilisé gratuitement les services d’Euralair. Jean-Louis Debré est également cité dans l'affaire.
Antoine de Bizemeont était un proche de Jacques Chirac qui l'a nommé à la tête de la compagnie AOM en 1996.
D'anciens cadres de la compagnie dénonce sur une période de vingt ans, 60 à 70 vols non facturés. Des policiers de la brigade financière de la Police Judiciaire de Paris ont mené plusieurs perquisitions le 20 septembre 2005 au siège de la société au Bourget ainsi que dans des bureaux et plusieurs résidences d'Alexandre Couvelaire, ancien PDG d'Euralair. En Octobre 2007, les policiers perquisitionnent au centre des archives contemporaines de Fontainebleau, qui conserve les documents de la Commission nationale des comptes de campagne et financements politique (CNCCFP) concernant ceux de Jacques Chirac.
Euralair était également accusée d'avoir bricolé ses avions et falsification de documents techniques pour éviter des pertes d'exploitation.
Alexandre Couvelaire a été relaxé le 19 février 2014 des poursuites liées à la liquidation de cette entreprise.

## Flotte
La compagnie a utilisé principalement des Boeing 737, puis, sous les couleurs d'Air Horizons, des Boeing 757.
Dès ses débuts, Euralair exploitait des avions d'affaires comme le Learjet 24B (F-BRNL en 1970), Cessna 500 Citation (F-BUUL en 1974), Falcon 10 (F-BXAG en 1975), Morane Saulnier 760B Paris II (F-BXQL en 1978), Learjet 25C (F-BYAL en 1976), Learjet 36 (F-GBGD en 1978), Rockwell Commander 690 A (F-GBGL en 1978), Cessna 550 Citation II (G-GBTL en 1979). En 1980, elle débutait avec 3 Boeing 737-222 (F-GCJL, F-GCLL et F-GCSL).